# Манилівка (Хмельницький район)
Мани́лівка — село в Україні, у Чорноострівській селищній територіальній громаді Хмельницького району Хмельницької області. Населення становить 120 осіб.

## Галерея

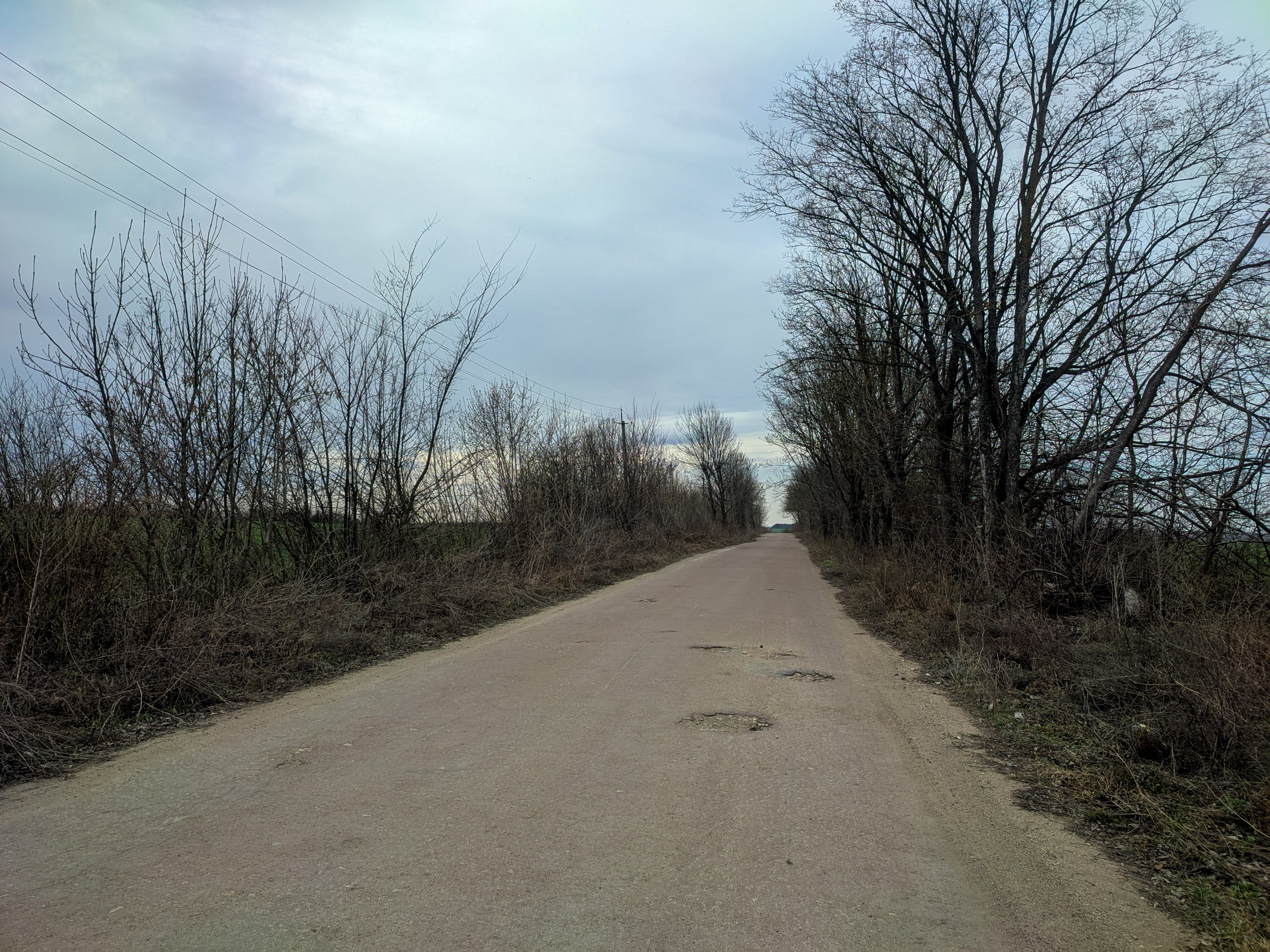
Автошлях Т2302 неподалік Манилівки
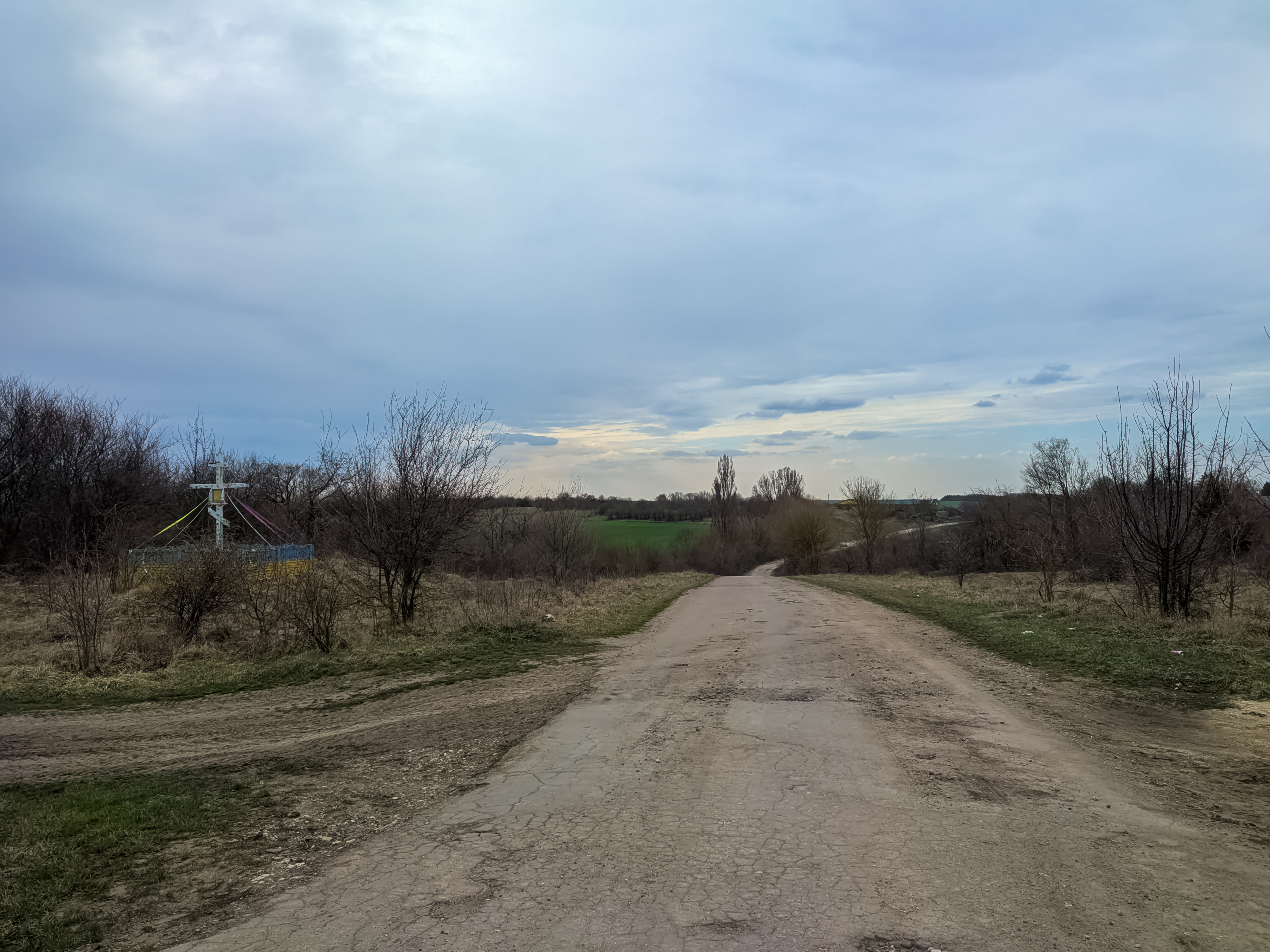
Дорога на село
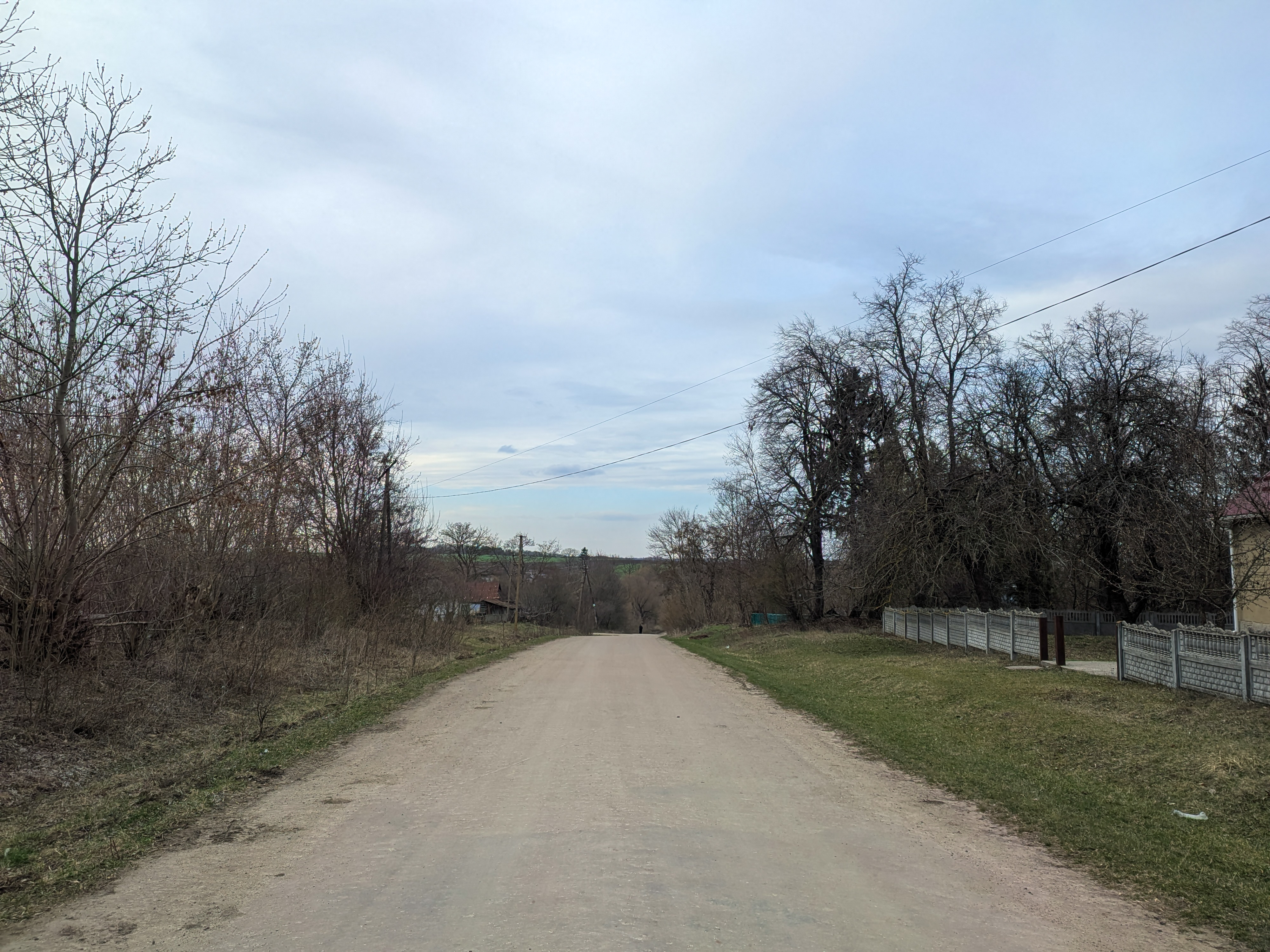
Вулиця Центральна